# Softdisk
Softdisk è stata una azienda di sviluppatori e distributori di software e di riviste informatiche.
Venne fondata nel 1981 a Shreveport, in Louisiana.. Durante la metà degli anni '90 Softdisk divenne un provider. Attualmente i diritti dei loro prodotti sono di proprietà della Flat Rock Software.

## Pubblicazioni

### Riviste cartacee
- Softdisk - rivista dedicata all'Apple II
- Loadstar - rivista dedicata al Commodore 64
- Big Blue Disk - (On Disk Monthly a partire dal numero 58, Softdisk PC dal numero 91) e PC Business Disk, riviste dedicata agli IBM PC
- Diskworld (in seguito Softdisk for Mac) - rivista dedicata all'Apple Macintosh
- Softdisk G-S - rivista dedicata all'Apple IIGS
- Softdisk for Windows - rivista dedicata alla piattaforma Windows

### Big Blue Disk
Big Blue Disk era una rivista a cadenza mensile, uscita a partire dal novembre 1986, contenente uno o più floppy disk allegati, che prendeva il suo titolo dal soprannome della IBM, Big Blue. Nel floppy disk erano presenti applicazioni e videogiochi dotati di licenza shareware o freeware,  oltre che vari articoli (recensioni, guide) e un angolo della posta. Tra i videogiochi apparsi, degni di nota sono alcuni giochi realizzati da Scott Miller prima della fondazione di Apogee Software, come i primi quattro episodi della serie Kroz (rispettivamente nei numeri 20, 29, 35 e 47); altri scritti da John Romero come Twilight Treasure (numero 35), Zappa Roidz (numero 36), Pyramids of Egypt (numero 46); tre titoli di John Carmack, ovvero Catacomb (numero 50), Dark Designs I: Grelminar's Staff e Dark Designs II: Closing The Gate (numeri 52 e 54) e ZZT di Tim Sweeney (numero 60).

## Software
Softdisk era la produttrice di un programma chiamato Screen Saver Studio, con cui è possibile creare screen saver; inoltre per un periodo produsse una collana disponibile in abbonamento denominata Gamer's Edge, dove a cadenza bimestrale venivano presentati videogiochi scritti da un gruppo composto dai futuri fondatori della id Software: John Carmack, John Romero, Tom Hall e Adrian Carmack. Dopo che i quattro se ne andarono per creare la id e accasarsi con Apogee Software, per completare un obbligo contrattuale continuarono a scrivere giochi per Softdisk, come un episodio della serie Commander Keen, intitolato Keen Dreams, oltre che a Dangerous Dave, Rescue Rover, Tiles of the Dragon, Shadow Knights, Hovertank 3D e Catacomb 3-D.
In seguito Softdisk utilizzò i motori grafici di questi giochi per creare altri titoli, come Dave's Risky Rescue, ScubaVenture e vari seguiti di Catacomb 3-D. Altri titoli degni di nota pubblicati da Softdisk sono Alien Rampage e In Pursuit of Greed, entrambi del 1996.